# Força Aérea Indiana

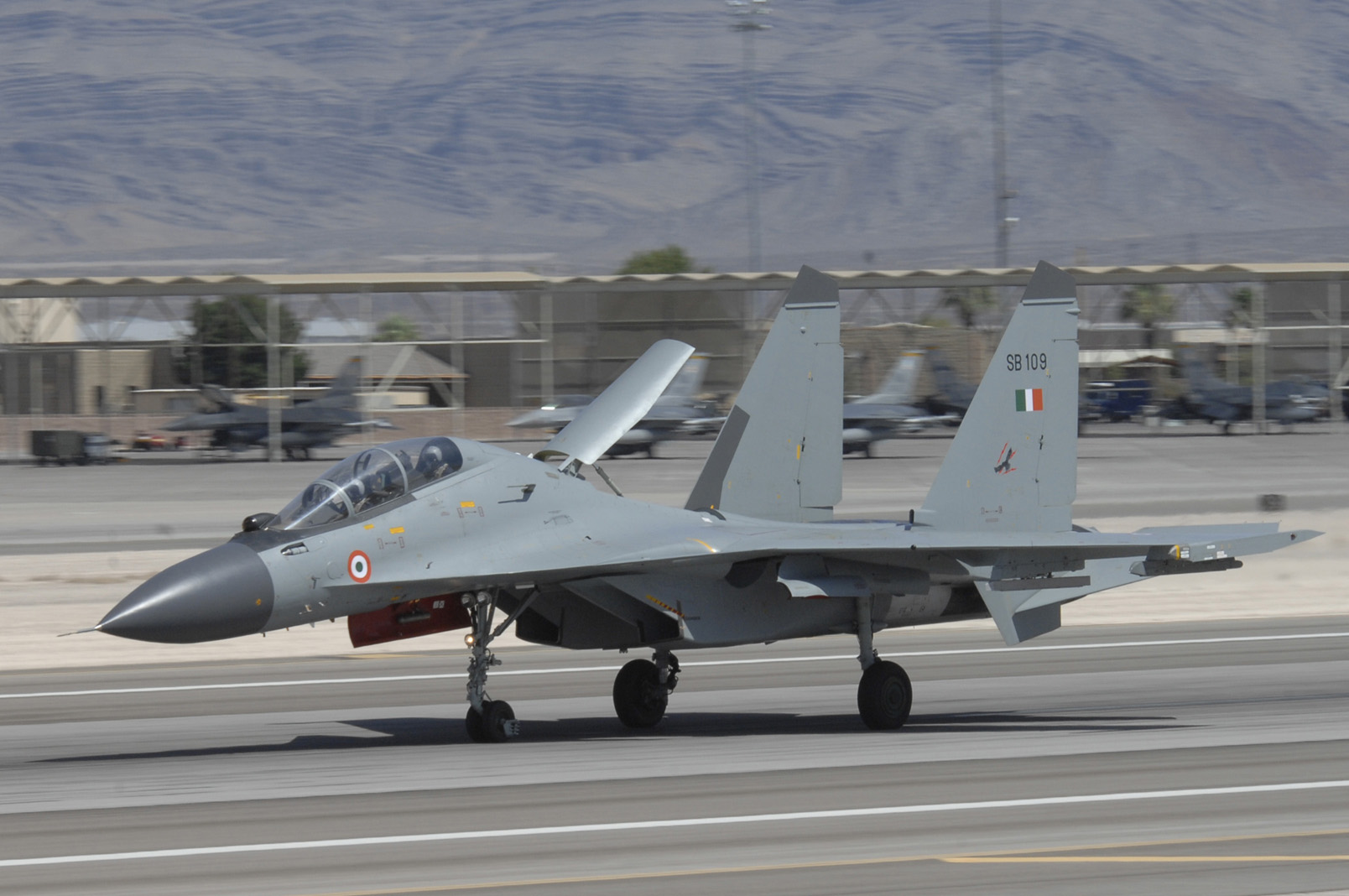
Um caça SU-30MKI da Força Aérea Indiana

A Força Aérea Indiana (em hindi: भारतीय वायु सेना; romaniz.: Bhāratīya Vāyu Senā; em inglês: Indian Air Force; sigla: IAF) é o ramo aéreo das Forças Armadas da Índia.
O seu objetivo principal é proteger o território indiano e os interesses nacionais de todas as ameaças, em conjunto com os outros ramos das forças armadas, por meio da defesa do espaço aéreo do país. A IAF fornece apoio aéreo aproximado para as tropas do Exército Indiano e capacidades estratégicas e táticas de transporte aéreo. Também proporciona assistência humanitária em caso de desastres naturais, pela realização de operações de evacuação ou de busca e salvamento, com a entrega de suprimentos por via aérea nas zonas afetadas.

## História
A Força Aérea Indiana foi estabelecida em 8 de outubro de 1932, durante o domínio colonial do Império Britânico sobre o subcontinente indiano, como uma força aérea auxiliar da Royal Air Force.
Durante a Segunda Guerra Mundial, desempenhou um papel fundamental no bloqueio ao avanço do Exército Imperial do Japão na Birmânia, onde o seu primeiro ataque aéreo ocorreu na base militar japonesa em Arracão. A Força Aérea Indiana também realizou missões de ataque contra as bases aéreas japonesas em Mae Hong Son, Chiang Mai e Chiang Rai, no norte da Tailândia. Em reconhecimento aos serviços prestados, o rei Jorge VI conferiu à força aérea o prefixo "Real", em 1945. Em conseqüência, ela passaria a ser denominada "Real Força Aérea Indiana".
Após obter a independência dos britânicos, em 1947, a Índia foi dividida em dois novos estados, o Domínio da Índia e o Domínio do Paquistão. Com base no modelo de partição geográfica, os bens da força aérea foram divididos entre os novos países. A Força Aérea Indiana manteve o prefixo "Real", mas três dos dez esquadrões e instalações operacionais, localizadas dentro das fronteiras do Paquistão, foram transferidas para a Real Força Aérea do Paquistão.
Em 1950, quando o país se tornou uma república, o prefixo foi abandonado e revertido para "Força Aérea Indiana".
Desde a independência, a Força Aérea Indiana se envolveu em quatro guerras com o Paquistão e uma com a República Popular da China. Outras grandes operações realizadas pela mesma incluem a invasão de Goa, Operação Meghdoot, Operação Cactus e Operação Poomalai. Além de engajamentos em conflitos, têm sido um participante ativo em missões de paz das Nações Unidas, desde a Crise do Congo, em 1960.